# Canton d'Auch-1
Le canton d'Auch-1 est une circonscription électorale française du département du Gers créée par le décret du 26 février 2014 et entrée en vigueur lors des premières élections départementales suivant la publication du décret.

## Histoire
Un nouveau découpage territorial du Gers entre en vigueur à l'occasion des élections départementales de 2015. Il est défini par le décret du 26 février 2014, en application des lois du 17 mai 2013 (loi organique 2013-402 et loi 2013-403). Les conseillers départementaux sont, à compter de ces élections, élus au scrutin majoritaire binominal mixte. Les électeurs de chaque canton élisent au Conseil départemental, nouvelle appellation du Conseil général, deux membres de sexe différent, qui se présentent en binôme de candidats. Les conseillers départementaux sont élus pour 6 ans au scrutin binominal majoritaire à deux tours, l'accès au second tour nécessitant 12,5 % des inscrits au 1er tour. En outre la totalité des conseillers départementaux est renouvelée. Ce nouveau mode de scrutin nécessite un redécoupage des cantons dont le nombre est divisé par deux avec arrondi à l'unité impaire supérieure si ce nombre n'est pas entier impair, assorti de conditions de seuils minimaux. Dans le Gers, le nombre de cantons passe ainsi de 31 à 17.
Le canton d'Auch-1 est formé de communes des anciens cantons de Auch-Sud-Ouest (5 communes). Le canton est entièrement inclus dans l'arrondissement d'Auch. Le bureau centralisateur est situé à Auch.

## Représentation
| Période élective | Période élective | Mandat | Mandat   | Identité              | Nuance | Nuance | Qualité                       |
| ---------------- | ---------------- | ------ | -------- | --------------------- | ------ | ------ | ----------------------------- |
| 2015             | 2021             | 2015   | 2021     | Chantal Dejean-Dupèbe |        | PS     | conseillère municipale d'Auch |
| 2015             | 2021             | 2015   | 2021     | Christian Laprebende  |        | PS     | Maire d'Auch depuis 2017      |
| 2021             | 2028             | 2021   | en cours | Michaël Aurora        |        | PS     | cadre territorial             |
| 2021             | 2028             | 2021   | en cours | Chantal Dejean-Dupèbe |        | PS     | conseillère municipale d'Auch |

### Résultats détaillés

#### Élections de mars 2015
À l'issue du 1er tour des élections départementales de 2015, deux binômes sont en ballottage : Chantal Dejean-Dupèbe et Christian Laprebende (PS, 41,99 %) et Eric Bonnet et Rose-Marie Miotti (DVD, 29,93 %). Le taux de participation est de 55,25 % (4 518 votants sur 8 177 inscrits) contre 60,11 % au niveau départemental et 50,17 % au niveau national.
Au second tour, Chantal Dejean-Dupèbe et Christian Laprebende (PS) sont élus avec 60,74 % des suffrages exprimés et un taux de participation de 54,16 % (2 401 voix pour 4 429 votants et 8 177 inscrits).

#### Élections de juin 2021
Le premier tour des élections départementales de 2021 est marqué par un très faible taux de participation (33,26 % au niveau national). Dans le canton d'Auch-1, ce taux de participation est de 39,3 % (3 181 votants sur 8 094 inscrits) contre 44,9 % au niveau départemental. À l'issue de ce premier tour, deux binômes sont en ballottage : Michaël Aurora et Chantal Dejean-Dupèbe (DVG, 42,64 %) et Nathalie Simonin et Vincent Thomas (Divers, 31,51 %).
Le second tour des élections est marqué une nouvelle fois par une abstention massive équivalente au premier tour. Les taux de participation sont de 34,36 % au niveau national, 44,59 % dans le département et 41,79 % dans le canton d'Auch-1. Michaël Aurora et Chantal Dejean-Dupèbe (DVG) sont élus avec 54,74 % des suffrages exprimés (1 680 voix pour 3 383 votants et 8 095 inscrits),,.

## Composition
| Nom                          | Code Insee | Intercommunalité               | Superficie (km2) | Population (dernière pop. légale)               | Densité (hab./km2) | Modifier                                    |
| ---------------------------- | ---------- | ------------------------------ | ---------------- | ----------------------------------------------- | ------------------ | ------------------------------------------- |
| Auch (bureau centralisateur) | 32013      | CA Grand Auch Cœur de Gascogne | 72,48            | Fraction : 6 954 (2022) Commune : 22 825 (2022) | 315                | modifier les données · modifier les données |
| Barran                       | 32029      | CC du Val de Gers              | 52,82            | 673 (2022)                                      | 13                 | modifier les données · modifier les données |
| Le Brouilh-Monbert           | 32065      | CC du Val de Gers              | 12,96            | 236 (2022)                                      | 18                 | modifier les données · modifier les données |
| Lasséran                     | 32200      | CC du Val de Gers              | 15,06            | 350 (2022)                                      | 23                 | modifier les données · modifier les données |
| Pavie                        | 32307      | CA Grand Auch Cœur de Gascogne | 24,67            | 2 540 (2022)                                    | 103                | modifier les données · modifier les données |
| Saint-Jean-le-Comtal         | 32381      | CC du Val de Gers              | 17,15            | 386 (2022)                                      | 23                 | modifier les données · modifier les données |
| Canton d'Auch-1              | 3204       |                                |                  | 11 139 (2022)                                   |                    | modifier les données                        |

Le canton d'Auch-1 comprend :
1. cinq communes entières,
2. la partie de la commune d'Auch située à l'ouest d'une ligne définie par l'axe des voies et limites suivantes : depuis la limite territoriale de la commune de Duran, route de Duran, rue Victor-Hugo, chemin de Labadie, rue du Tapis-Vert, rue Boissy-d'Anglas, place de la Liberté, rue d'Étigny, rue Désirat, rue Caumont, place du 14-Juillet, pont de Lagarassic, rue Irénée-David, rue du 11-Novembre, rue Jean-de-la-Fontaine, chemin vicinal, rue Jeanne-d'Albret, chemin de Nourric, chemin de l'Hermitage, ligne droite reliant le croisement du chemin de l'Hermitage et de la rue du 19-Mars-1962 à l'extrémité du chemin de Tarrabusque, route de Pessan, chemin du Plan-de-Terraube, jusqu'à la limite territoriale de la commune de Pessan.

## Démographie
En 2022, le canton comptait 11 139 habitants, en évolution de +1,58 % par rapport à 2016 (Gers : +1,04 %, France hors Mayotte : +2,11 %).
| 2013   | 2018   | 2022   |
| ------ | ------ | ------ |
| 11 033 | 10 938 | 11 139 |